# Chính sách thị thực của Palestine
Chính sách thị thực của Palestine đề cập đến những điều kiện nhập cảnh các lãnh thổ của Palestine. Không có điều kiện nào khác với chính sách thị thực của Israel. Việc tiếp cận Jerusalem và Bờ Tây được quản lý bởi Chính phủ Israel và tiếp cận Gaza được quản lý bởi Hamas. Du khách đến qua biên giới Cầu Allenby-Vua Hussein mà đến Bờ Tây hoặc dự định đến Bờ Tây có thể được cấp dấu nhập cảnh cho phép du hành tại những vùng chính quyền Palestine quản lý của Bờ Tây. Không được phép rời Gaza qua Erez để đến Israel. Xuất cảnh qua biên giớiRafah để đến Ai Cập không chắc chắn và cần chính phủ Ai Cập cấp phép từ trước. Việc biên giới đóng thường bị kéo dài nên du khách thường không rời Dải Gaza bằng cách này được. Du khách gốc Palestine cần có hộ chiếu hoặc giấy tờ du hành của Palestine chỉ có thể nhập cảnh qua biên giới Allenby.